# Hejde ting
Hejde ting är ett av de tjugo ting, grundläggande distrikt i den judiciella organisationen och skatteväsendet, som Gotland var indelat i sedan urminnes tid.
Gränserna för Hejde ting har varierat något genom tiderna. Idag räknas socknarna Hejde, Väte, Klinte och Fröjel hit. I äldre tid hörde flera av gårdarna i Väte socken till Banda ting, medan vissa gårdar i Atlingbo socken, Mästerby socken, Björke socken och Sanda socken räknades hit.
Från 1681 till 1943 ingick tinget i Gotlands södra domsaga före omkring 1870 benämnt Hejde ting, därefter som en del av Gotlands södra tingslag.

## För vidare läsning
Nils Lithberg, "Hejde ting", i Sveriges kyrkor: Konsthistoriskt inventarium, volym 54, Hejde setting (Stockholm 1942).